# Gamal Abdel Nasser
Gamal Abdel Nasser Hussein (ngày 15 tháng 1 năm 1918 – ngày 28 tháng 9 năm 1970) là chính khách người Ai Cập, tổng thống Ai Cập từ năm 1954 tới khi qua đời vào năm 1970. Năm 1952, Nasser làm binh biến lật đổ chế độ quân chủ Ai Cập. Năm 1953, ông tiến hành chính sách cải cách ruộng đất sâu rộng. Năm 1954, ông ra lệnh trấn áp Hội Anh em Hồi giáo sau khi bị một thành viên ám sát hụt. Ông chính thức trở thành tổng thống vào tháng 6 năm 1956 sau khi bắt quản thúc tổng thống đương chức Muhammad Naguib.
Tiếng tăm của Nasser ở Ai Cập và trên toàn thế giới Ả Rập tăng vọt sau khi ông quốc hữu hóa Công ty Kênh đào Suez và đánh bại liên minh Anh, Pháp, Israel trong Khủng hoảng Kênh đào Suez. Nasser vận động thành lập một liên hiệp Ả Rập mà thành quả là Cộng hòa Ả Rập Thống nhất (CHARTN) gồm Ai Cập và Syria từ năm 1958 tới năm 1961. Năm 1962, Nasser tiến hành chính sách đổi mới xã hội chủ nghĩa ở Ai Cập. Tuy Syria ly khai khỏi CHARTN nhưng những phe phái ủng hộ Nasser lên nắm quyền ở một vài nước Ả Rập. Ông sa vào Nội chiến Bắc Yemen và Chiến tranh Lạnh Ả Rập. Tháng 3 năm 1965, Nasser tái cử chức tổng thống trong một cuộc bầu cử độc diễn. Sau khi Ai Cập bại trận trong Chiến tranh Sáu Ngày, Nasser từ chức nhưng được phục chức nhờ nhân dân biểu tình phản đối. Năm 1968, Nasser phát động Chiến tranh Tiêu hao để giành lại Bán đảo Sinai bị Israel chiếm đóng và tiến hành chính sách cải cách chế độ, tiêu trừ thế lực chính trị của quân đội. Năm 1970, Nasser lên cơn đau tim qua đời một vài tiếng sau khi hội nghị thượng đỉnh Liên đoàn Ả Rập bế mạc. Năm tới sáu triệu người đi đưa đám ở Cairo, dân Ả Rập tuôn trào thương tiếc ông qua đời.
Nasser là nhân vật nổi tiếng trong thế giới Ả Rập do nỗ lực vận động công bằng xã hội, thống nhất Ả Rập, chính sách hiện đại hóa và lập trường phản đế. Nasser chỉ đạo chấn hưng văn hóa Ai Cập và xây dựng những công trình lớn như Đập Aswan và thành phố Helwan. Tuy nhiên, ông bị chỉ trích là độc tài, xâm phạm quyền con người và để cho quân đội chi phối chính trị mà hậu quả là Ai Cập tới nay vẫn chịu sự kiểm soát hầu như liên tục của chế độ quân quản.

### Từ chức

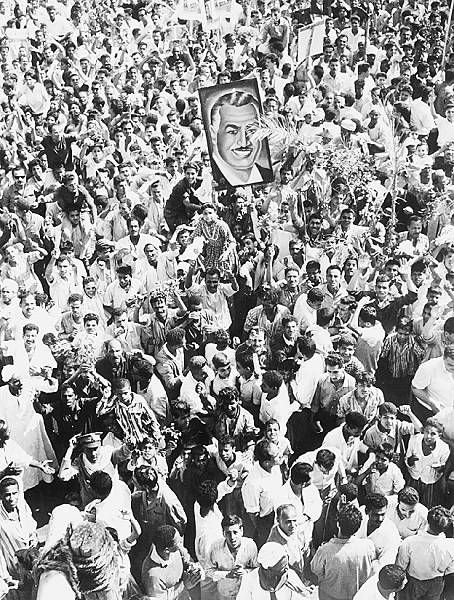
Nhân dân Ai Cập biểu tình phản đối Nasser từ chức, năm 1967

## Đầu đời

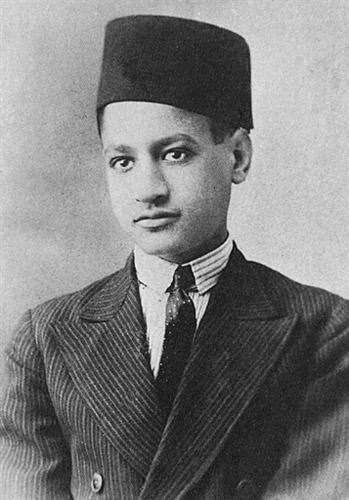
Nasser vào năm 1931

Gamal Abdel Nasser Hussein sinh vào ngày 15 tháng 1 năm 1918 ở thành phố Alexandria, Ai Cập. Bố là nhân viên bưu điện, sinh ở thị trấn Beni Mur, vùng Thượng Ai Cập. và lớn lên ở Alexandria. Mẹ quê quán ở thành phố Mallawi, tỉnh Minya. Hai người kết hôn vào năm 1917. Nasser có hai người anh trai, Izz al-Arab và al-Leithi.
Nasser và gia đình thường xuyên chuyển nhà theo bố đi làm. Năm 1921, Nasser chuyển tới thành phố Asyut. Năm 1923, gia đình chuyển tới thị trấn Khatatba, ở đó bố của Nasser làm quản lý bưu điện. Nasser đi học tiểu học ở trường dành cho con cái của nhân viên ngành đường sắt. Năm 1924, gia đình gửi Nasser đến sống với bác ở Cairo và đi học ở trường tiểu học Nahhasin.
Nasser hay viết thư về cho mẹ và về thăm gia đình vào các ngày lễ. Từ cuối tháng 4 năm 1926, Nasser không còn thấy hồi âm nữa. Vào một dịp Nasser về Khatatba, tin dữ mới vỡ lở là mẹ đã mất sau khi sinh em trai mà gia đình đã giấu bấy lâu nay. Việc bố của Nasser lấy vợ mới sau chưa đầy một năm chỉ như xát muối vào vết thương. Về sau, Nasser nói rằng "mất mẹ tôi như vậy để lại trong lòng tôi một vết thương mà thời gian không thể hàn gắn".
Năm 1928, Nasser lên Alexandria sống với ông ngoại và đi học ở trường tiểu học Attarin. Năm 1929, Nasser chuyển đến một trường nội trú tư thục ở Helwan rồi về lại sống với bố ở Alexandria và đi học ở trường trung học el-Tin. Nasser bắt đầu tham gia hoạt động chính trị. Ở Quảng trường Manshia, người dân biểu tình đòi trục xuất thực dân khỏi Ai Cập sau khi hiến pháp Ai Cập bị hủy bỏ. Nasser thấy cảnh sát và người biểu tình đụng độ nên tham gia ủng hộ mặc dù không biết về lý do biểu tình. Nasser bị bắt giam một đêm rồi được bố bảo lãnh ra. Năm 1934, Nasser tham gia cánh bán quân sự của nhóm đã tổ chức biểu tình, tên là Đảng Ai Cập Trẻ. Nhà sử học James Jankowski nhận định, việc tham gia nhóm Áo Xanh và biểu tình "đã làm Nasser thấm nhuần lòng tự tôn dân tộc mãnh liệt".

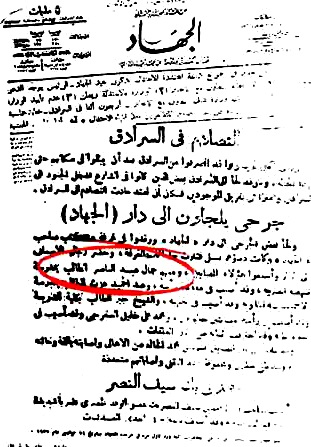
Tên của Nasser trên tờ báo Al-Gihad

Năm 1933, Nasser theo bố lên Cairo và chuyển đến trường trung học al-Nahda al-Masria. Nasser tham gia diễn kịch và viết báo ở trường, có đăng một bài luận về nhà triết học Pháp Voltaire tiêu đề là "Voltaire, Con người Tự do". Ngày 13 tháng 11 năm 1935, Nasser tổ chức một nhóm học sinh biểu tình phản đối phát ngôn của bộ trưởng bộ ngoai giao Anh Samuel Hoare vào bốn ngày trước rằng sẽ không có chuyện khôi phục hiến pháp Ai Cập. Hai học sinh bị bắn chết, Nasser bị một viên đạn sượt qua đầu. Lần đầu tiên Nasser được lên báo: tờ báo yêu nước Al-Gihad đưa tin Nasser dẫn đầu cuộc biểu tình và bị thương. Ngày 12 tháng 12, vua Farouk giáng chỉ khôi phục hiến pháp.
Nasser ngày càng dấn thân vào chính trị, đến nỗi chỉ đi học được 45 ngày vào năm cuối trung học. Nasser phản đối mạnh mẽ điều ước Anh – Ai Cập năm 1936 cho phép Anh tiếp tục đóng quân ở Ai Cập, mặc dù các lực lượng chính trị Ai cập đều chấp nhận nó. Dù sao tình hình chính trị ổn định và Nasser đi học lại, tốt nghiệp trung học vào cuối năm.

## Binh nghiệp

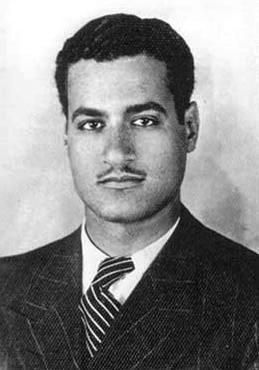
Nasser ở trường luật vào năm 1937

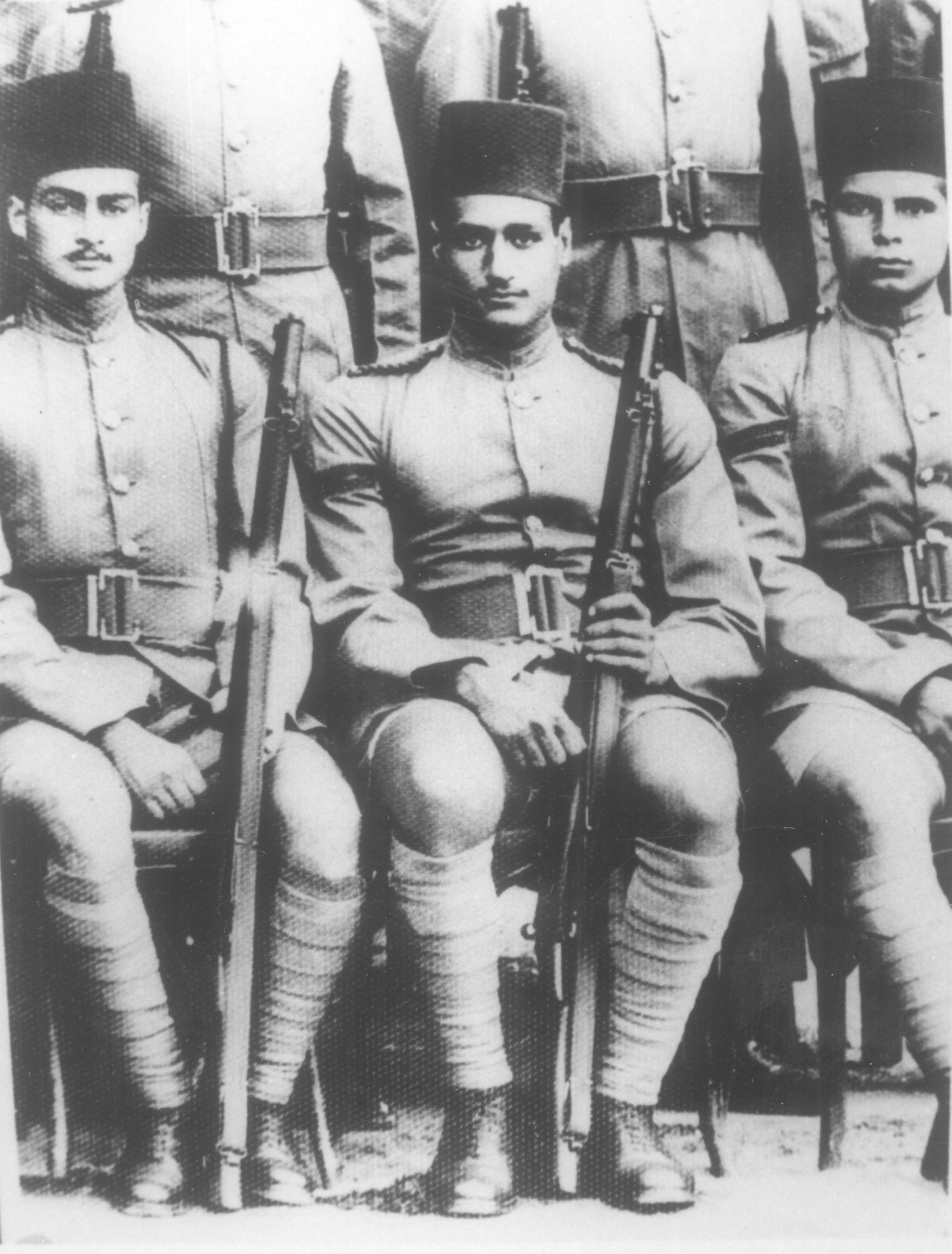
Nasser (giữa) và Ahmed Mazhar (trái) trong quân đội, năm 1940

### Chiến tranh Ả Rập – Israel năm 1948

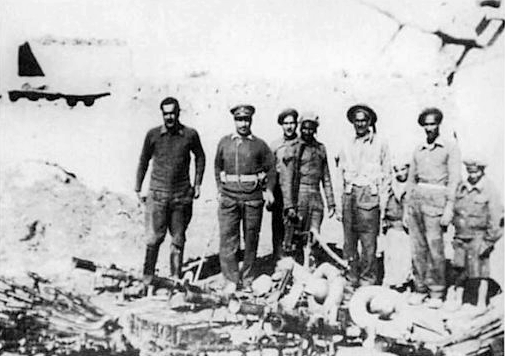
Nasser (thứ nhất bên trái) cùng với đơn vị ở làng Faluja, cầm vũ khí thu giữ được từ quân lính Israel trong chiến tranh năm1948.

### Hội Sĩ quan Tự do

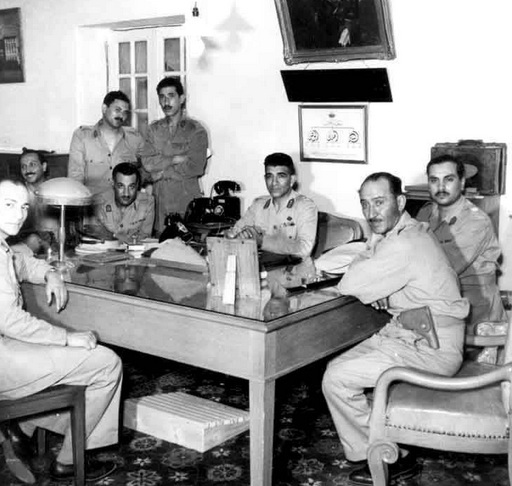
Hội Sĩ quan Tự do sau cuộc đảo chính, năm 1953. Ngược chiều kim đồng hồ: Zakaria Mohieddin, Abdel Latif Boghdadi, Kamel el-Din Hussein (đứng), Nasser (ngồi), Abdel Hakim Amer, Mohamed Naguib, Youssef Seddik và Ahmad Shawki.

### Cách mạng năm 1952

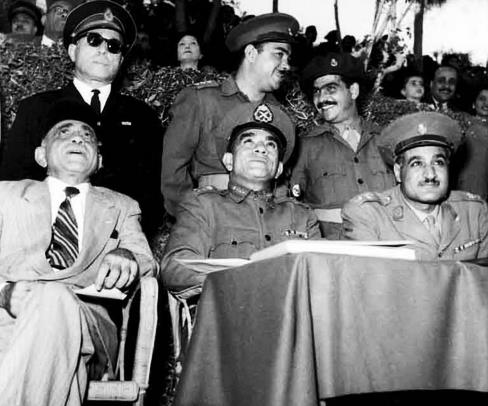
Giới lãnh đạo Ai Cập sau khi Vua Farouk bị phế truất, tháng 11 năm 1952. Ngồi từ trái sang phải: Sulayman Hafez, Muhammad Naguib và Nasser

### Tranh chấp với Naguib

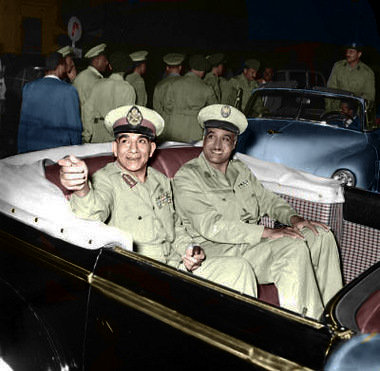
Nasser (phải) và Muhammad Naguib (trái) tham dự buổi lễ kỷ niệm tròn hai năm cách mạng năm 1952, tháng 7 năm 1954

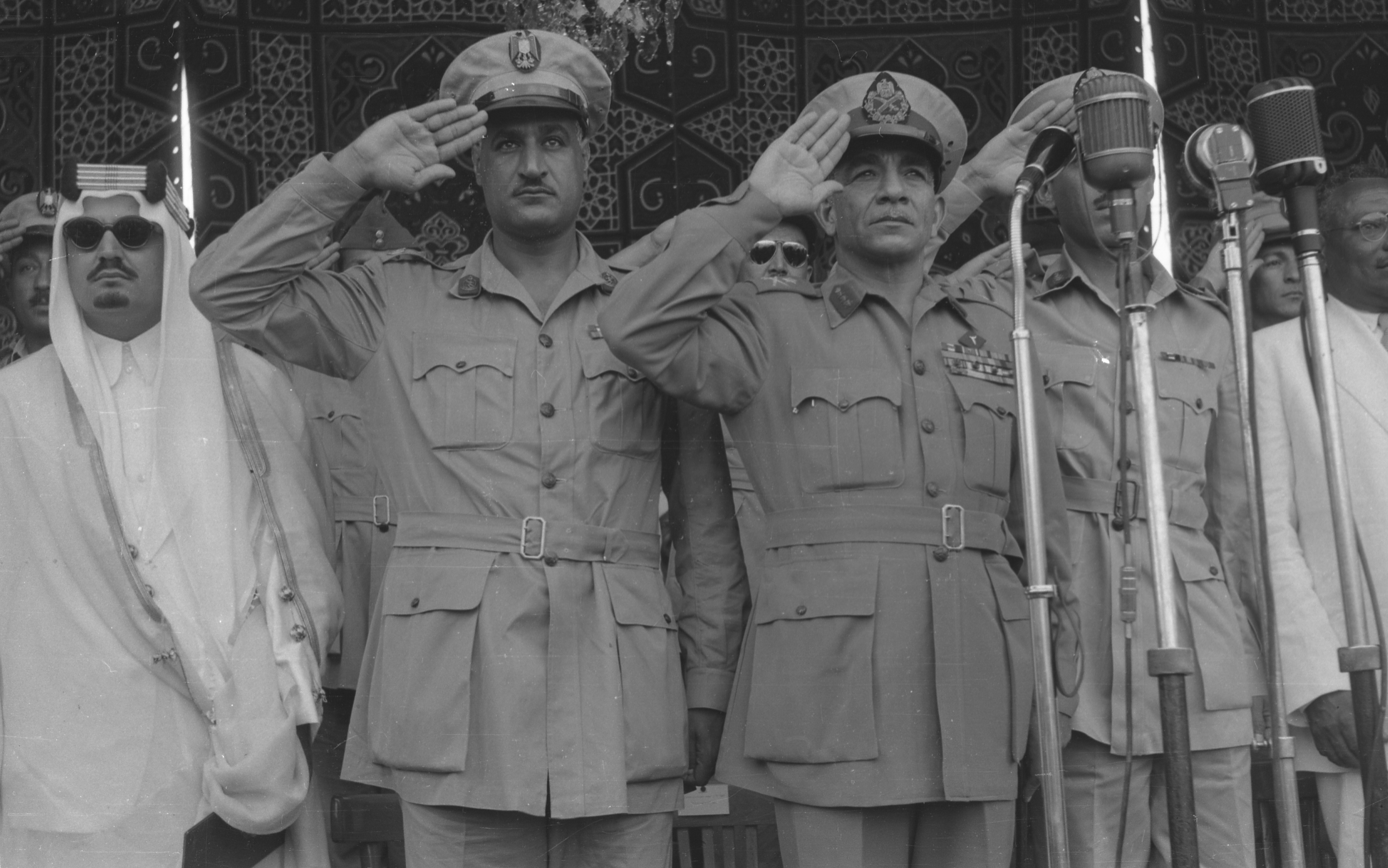
Nasser và Naguib ở buổi lễ khai trương Kênh đào Suez

### Nhậm chức chủ tịch HĐLĐCM

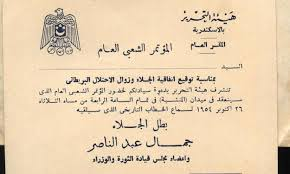
Thư mời tham dự buổi phát biểu của Nasser vào ngày 26 tháng 10 năm 1954

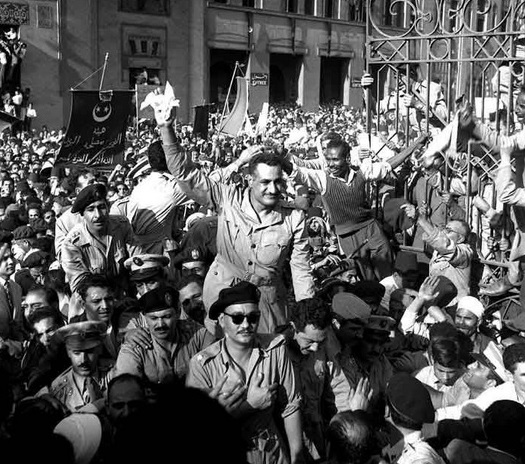
Nasser được đám đông hoan hô ở Alexandria một ngày sau vụ ám sát hụt, ngày 27 tháng 10 1954.

### Chính sách trung lập

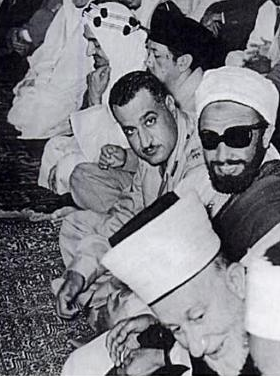
Nasser và Vua Vương quốc Yemen Imam Ahmad nhìn máy ảnh, Thái tử Ả Rập Xê Út Faisal mặc áo choàng trắng ngồi đằng sau, Amin al-Husseini của Chính phủ toàn Palestine ngồi đằng trước ở Hội nghị Bandung, tháng 4 năm 1955

### Hiến pháp năm 1956 và chức tổng thống

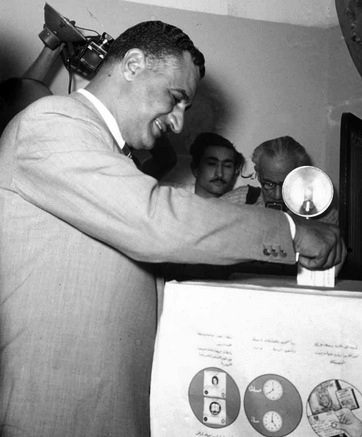
Nasser bỏ phiếu trưng cầu ý dân về dự thảo hiến pháp, ngày 23 tháng 6 năm 1956

## Quốc hữu hóa Kênh đào Suez

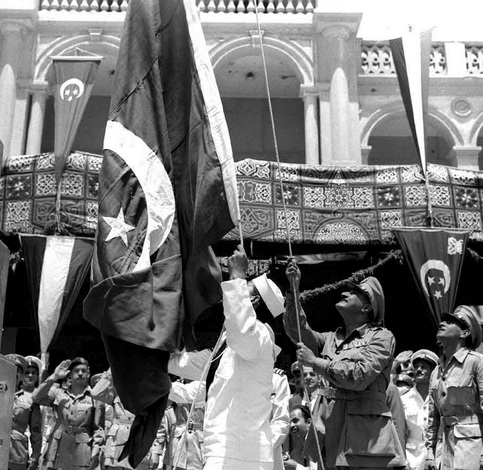
Nasser giương lá cờ Ai Cập ở thành phố Port Said tại Kênh đào Suez để chào mừng Anh rút quân khỏi Ai Cập, tháng 6 năm 1956

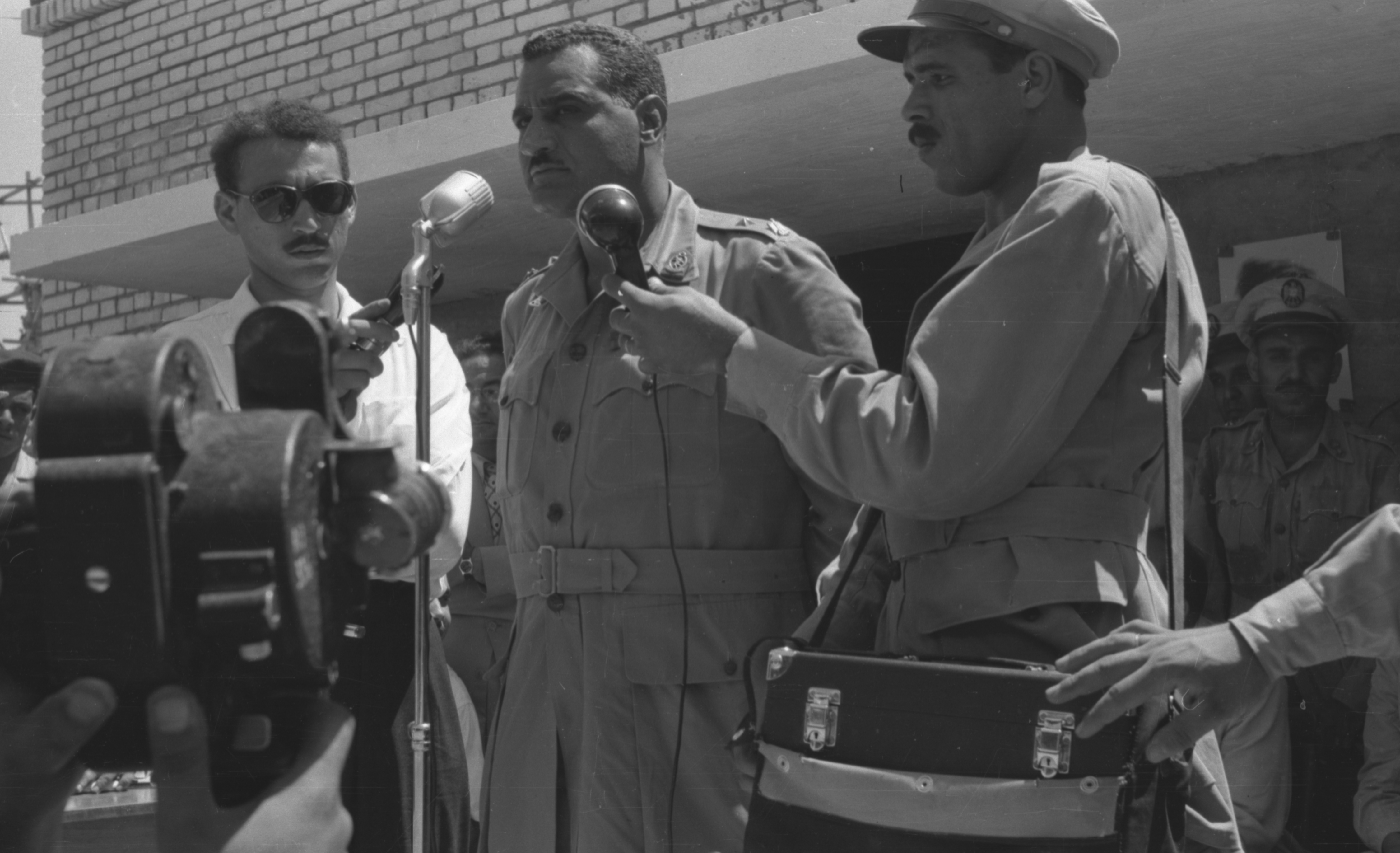
Nasser phát biểu ở buổi lễ khai trương Kênh đào Suez